# Check Hall River
Check Hall River är ett vattendrag i Dominica.   Det ligger i parishen Saint Paul, i den södra delen av landet, 4 km norr om huvudstaden Roseau.